# 금속

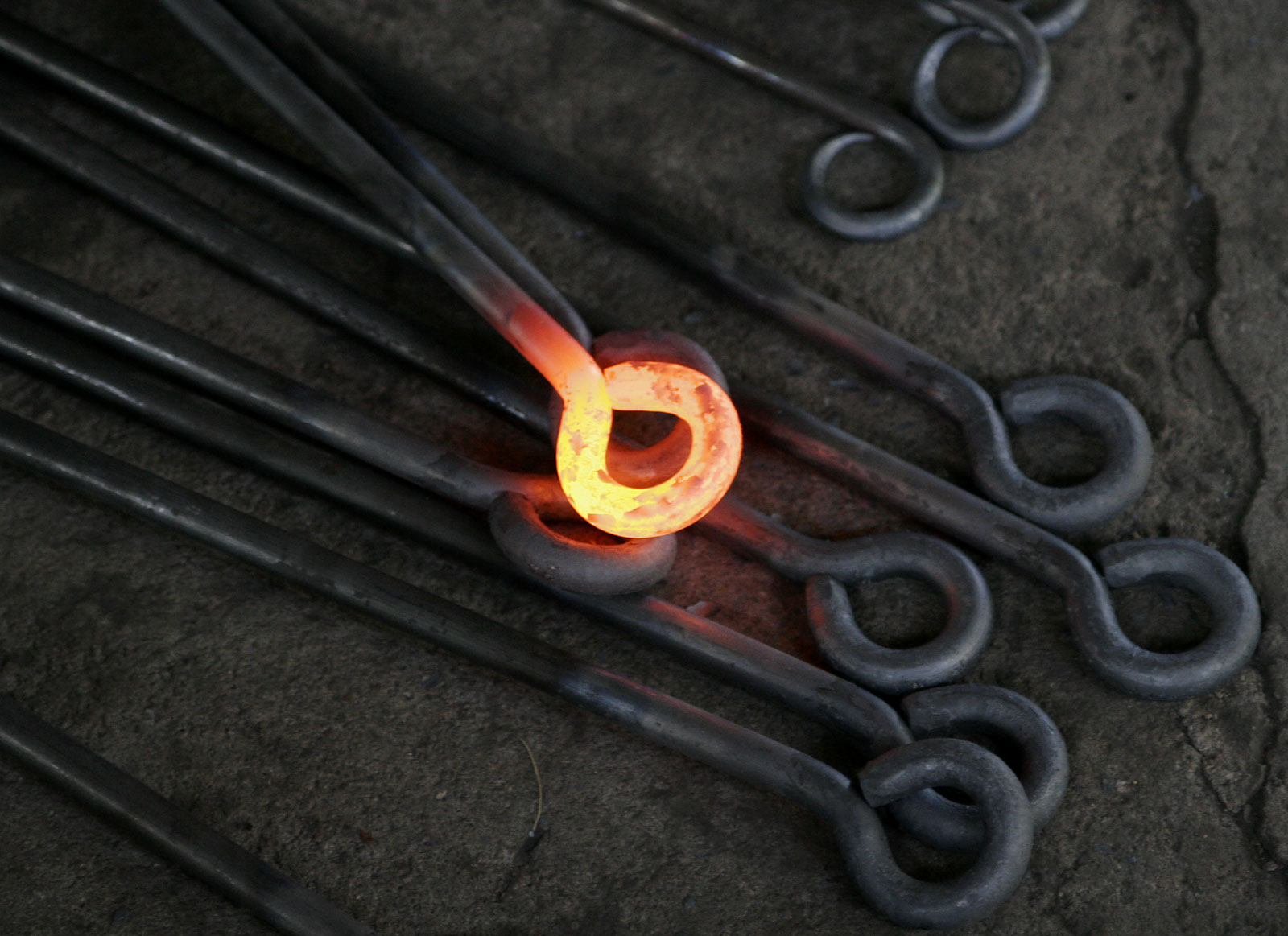
가열된 금속들의 모습.

금속(金屬) 또는 메탈(영어: metal)은 일반적으로 단단하고 광택이 있으며, 열 전도율과 전기 전도도가 높은 물질을 아우른다. 화학에서는 전이 금속과 전이후 금속을 통틀어 일컫는 표현으로 쓰이나, 간혹 준금속을 금속의 정의에 포함시키는 경우도 있다. 일반적으로 상온에서 고체 상태로 존재하며, 특유의 광택을 띠고 열과 전기를 잘 전달하는 도체로, 연성과 전성을 갖는다. 주기율표 상에 위치하는 118썻아원소 중 대략 4분의 3 정도가 일반적인 금속의 정의에 해당된다. 철, 구리, 알루미늄, 금, 주석, 우라늄 등이 자연 상태에서 흔히 발견된다. 보통 금속 원소는 전자를 잃고 양이온이 되기 쉬우며, 비금속은 반대로 전자를 얻기 쉽다. 천문학에서는 수소와 헬륨보다 무거운 원소들을 금속이라 하기도 한다.

## 이용
금속은 인간의 역사에 큰 영향을 미쳤고 또 매우 중요한 구실을 하고 있다. 인류의 역사를 청동기 시대나 철기 시대 등, 그 시대에 주로 쓰인 금속의 이름으로 분류하고 있는 것부터가 그 사실을 증명하는 것이다. 금속은 예로부터 인류의 생활을 지탱하고 문화의 발전에 주역을 담당하여 왔다. 그러나 오늘날에도 아프리카나 남태평양의 도서 지방에서 생활을 하고 있는 종족 중에는 전혀 금속을 사용하지 않는 경우도 있다. 사용하더라도 아주 한정된 범위에만 이용하는 경우도 있다.
금속 중에 무기나 농기구로서 그 위력을 보인 것은 청동(구리와 주석의 합금)과 철인데, 이 철이 이용되지 않는 문명이라면 어느 정도 상상해볼 수도 있다. 즉 16세기에 스페인인들의 침략을 받은 끝에 멸망한 남아메리카의 고대 문명(잉카 문명·마야 문명)이 그 예로서, 이들은 금이나 은은 풍부했으나 철은 전혀 모르고 있었다. 철을 몰랐다고 해서 그 문명이 원시적 단계에 있었던 것이라고는 볼 수 없다. 그들은 훌륭한 국가 조직을 이루고 있었으며 특히 토목 기술은 매우 발달되어 있었다. 웅장한 피라미드나 궁전의 유적이 그러한 사실을 잘 말해 주고 있다. 그러나 이 대제국은 소수의 스페인인들의 손에 의해서 쉽게 멸망하고 말았다. 그 원인은 주로 철이 없었기 때문이다. 철이 없으면 무기가 약할 수 밖에 없고, 그뿐만 아니라 산업 전체가 뒤떨어지게 마련이다. 농업에서도 나무나 석기 농기구로 경작하는 것이므로 그 생산력이 여간해서는 증진되지 못함은 뻔한 일이다. 전체 산업이 뒤떨어지면 그 사회 전체의 힘도 약하다. 그러므로 어떤 부분이 아무리 발달했더라도 남미의 고대국가는 실은 힘이 약한 사회였던 것이다. 금속 재료가 우리들의 생활에 없어서는 안 되는 것임은 오늘날에 있어서는 엄연한 사실이지만, 옛날부터 금속이 너무도 인간 생활에 가까이 있어 왔기 때문에 우리는 그런 사실을 잊어버리는 경우가 많다. 금속을 잘 이용하는 일이 고대의 인류에게 있어서 중요했던 그 이상으로 우주 시대인 오늘날의 우리에게 중요한 것이다.

## 지각 속의 금속
철에 습기 있는 공기가 닿으면 부슬부슬한 녹으로 변한다. 녹은 철과는 그 성질이 아주 다르다. 그러나 이 녹은 철이 자연의 모습으로 돌아간 것에 지나지 않는다. 본래 철은 자연 상태로는 산화물의 형태로 존재하고 있다. 철의 원료는 적철광(Fe2O3)이나 자철광(Fe3O4)으로, 철이 산소와 결합된 것이다. 이것은 철의 경우에만 한하는 현상은 아니다. 다른 금속도 대부분은 산화물 또는 다른 원소와의 화합물로서 자연에 존재하고 있다. 그것이 지구를 둘러싸고 있는 지각 중의 암석이다. 지각의 암석을 형성하고 있는 원소는 산소와 규소가 그 70% 이상을 차지하고 있으며 금속 원소는 그렇게 많은 것은 아니다. 
예를 들어 금속 원소가 어디나 균일한 비율로 지각 속에 분포되어 있다고 하면 암석 중의 금속 함유량은 매우 적은 것일 수 밖에 없다. 실제로 지각의 평균 화학조성을 중량의 백분율로 나타낸 클라크 수에 의하여 계산해 보면, 야구공 정도의 크기의 납 덩어리(부피 약 180cm3, 무게 약 2kg)를 얻기 위해서는 약 100t의 암석을 채집해야 한다는 결론이 나온다. 그만한 암석을 채집한다는 것은 운반비만으로도 엄청난 비용이 들게 된다. 다행히도 지각 중의 금속 원소는 어디나 균일하게 분포되어 있지는 않다. 지구가 형성되는 과정에서 금속 원소는 각각 농도 높은 광석으로 되어, 이른바 광상을 이루고 있는 것이다. 이 광상을 채굴함으로써 인간은 경제적으로 광석에서 금속을 얻을 수가 있는 것이다. 납을 예로 들면 지각 중의 평균 함유량은 0.002%에 지나지 않지만, 광석 중에는 약 5%의 납이 들어 있다.

## 같이 보기
- 금속 가공
- 금속 결정
- 금속 결합
- 희소금속
- 귀금속
- 비금속
- 경금속
- 중금속
- 도금
- 합금

## 참고 자료
- 이 문서에는 다음커뮤니케이션(현 카카오)에서 GFDL 또는 CC-SA 라이선스로 배포한 글로벌 세계대백과사전의 내용을 기초로 작성된 글이 포함되어 있습니다.